# Ketzerbachtal
Ketzerbachtal est une ancienne commune de Saxe (Allemagne), située dans l'arrondissement de Meissen, dans le district de Dresde. Les différents quartiers de Ketzerbachtal font partie de la ville de Nossen depuis 2014.